# Böttstein

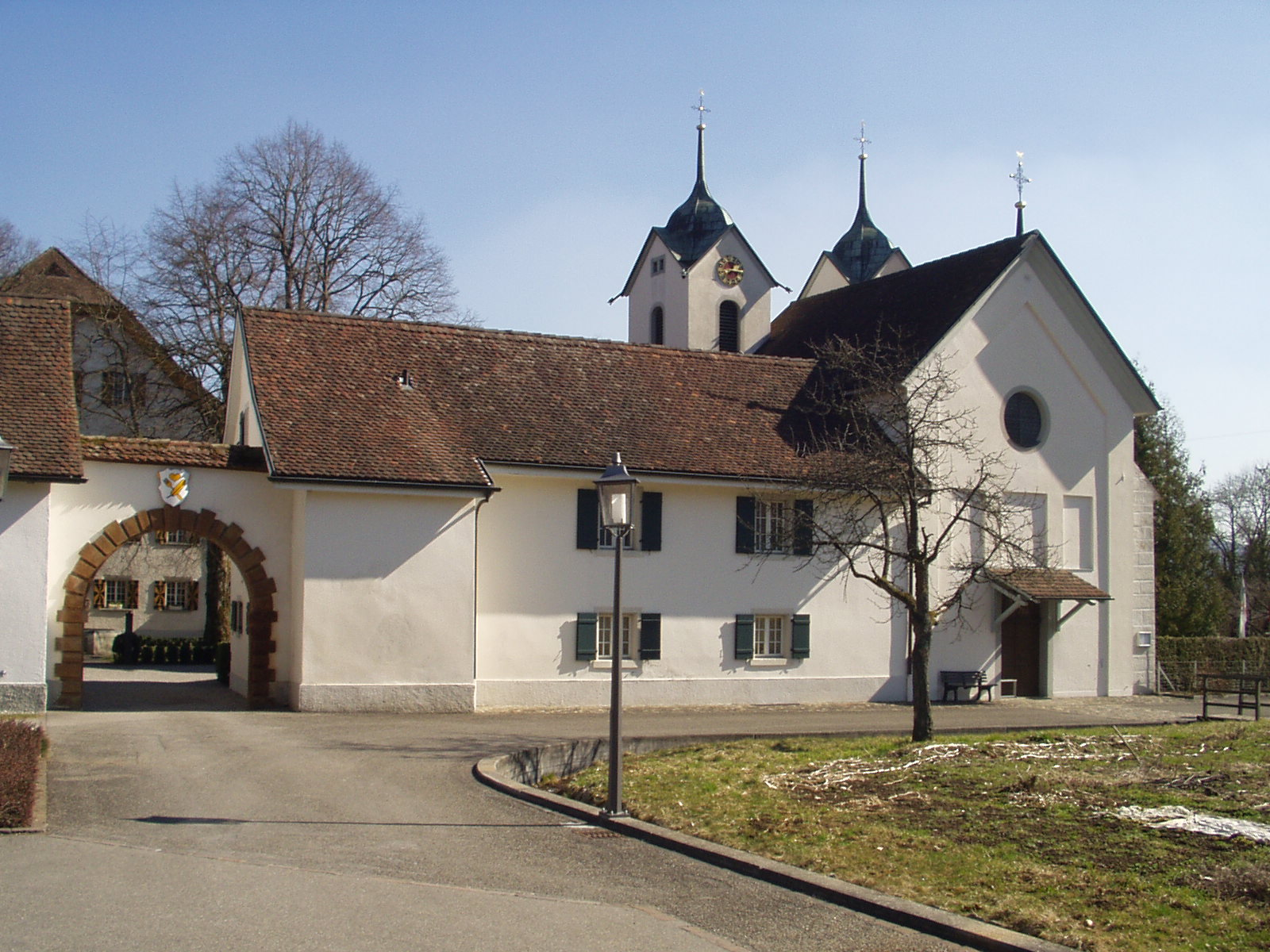
Schloss Böttstein

Böttstein là một đô thị ở huyện Zurzach, bang Aargau, Thụy Sĩ.